# Escuela Técnica Superior de Arquitectura del Vallés
La Escuela Técnica Superior de Arquitectura del Vallés (cuyo acrónimo es ETSAV) es una de las dos escuelas de arquitectura de la Universidad Politécnica de Cataluña (UPC). Fue inaugurada en el año 1973 y la única titulación que imparte es la de arquitecto. Completa su programa educativo con la impartición de los Másteres Oficiales de "Tecnología en la Arquitectura", "Arquitectura, Energía y Medio Ambiente", "Sostenibilidad" y "Teoría e Historia de la Arquitectura". Está situada desde el año 1991 en sus nuevas instalaciones del Campus de San Cugat del Vallés (Barcelona) de la UPC.
No se debe confundir con la Escuela Técnica Superior de Arquitectura de Valencia (dependiente de la Universidad Politécnica de Valencia) o la Escuela Técnica Superior de Arquitectura de Valladolid, cuyos acrónimos también son ETSAV.